# Carolina Molina (escritora)
Carolina Molina (Madrid, 26 de octubre de 1963) es una periodista y novelista española,  dedicada a la novela histórica y especializada en la historia de Granada, ciudad a la que está vinculada desde hace más de treinta años.  Su novelística también se amplía al género del cuento, el ensayo y la divulgación de la ficción histórica en todos sus ámbitos, como es el caso de la coordinación de jornadas literarias.

## Biografía

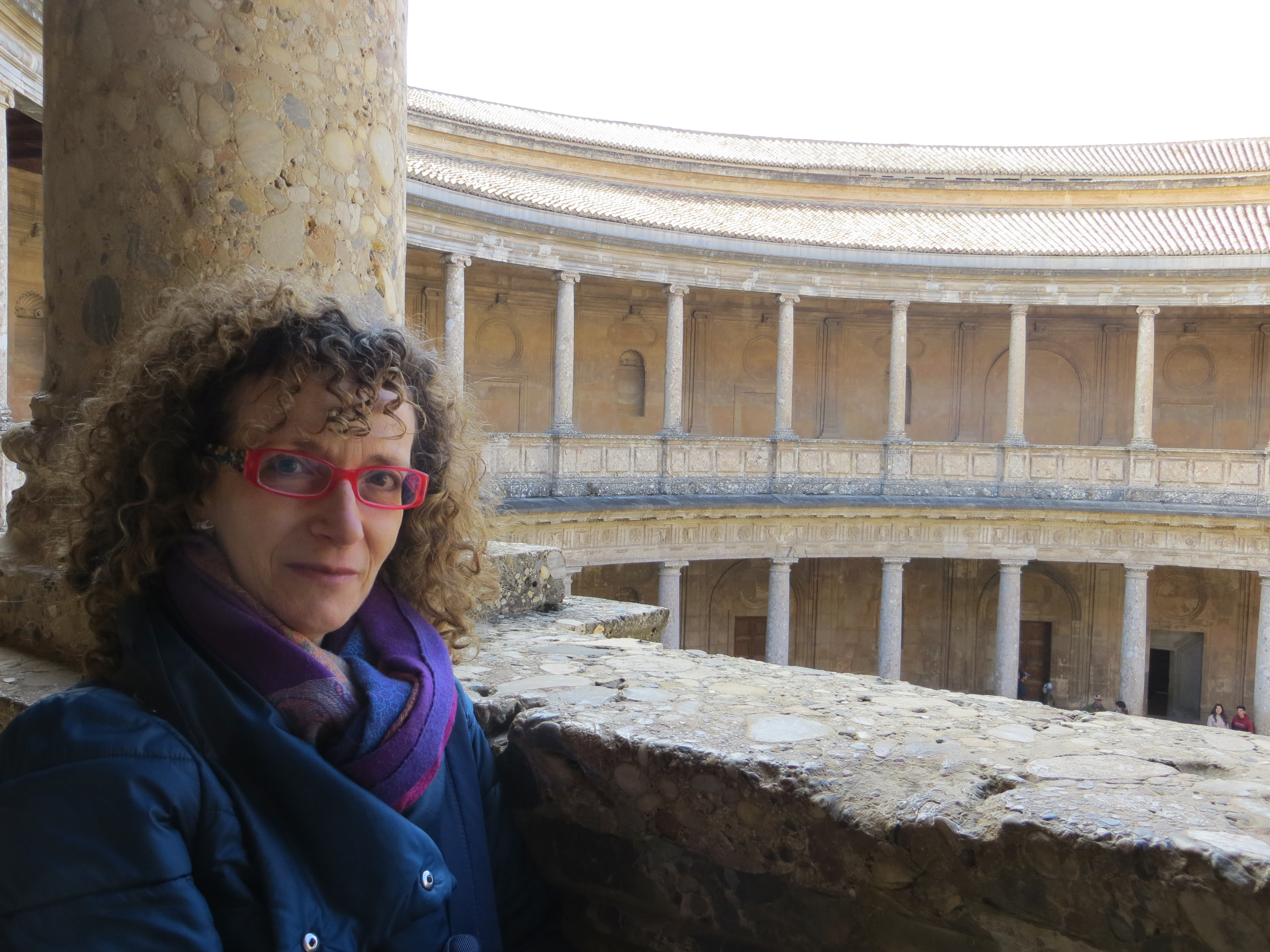

Desde muy joven escribe relatos y novelas de diferentes géneros. A los 18 años lee La casa de Bernarda Alba de Federico García Lorca causándole gran impacto, por lo que decide escribir teatro durante varios años. Desde ese momento se centra en el dramaturgo, circunstancia que le impulsa a viajar a Granada.
Tras estudiar Periodismo en la Facultad de Ciencias de la Información de la Universidad Complutense de Madrid, comienza Filología Hispánica, abandonándola sin terminar la carrera. 
Colabora en diferentes medios, como periodista, siempre dentro del área de cultura, en la revista Film Reporter, dedicada al cine y vídeo, y en el Boletín de Educación de la editorial Anaya.
En 1995 comienza su relación con la ciudad de Granada,  a la que llega siguiendo los pasos de Federico García Lorca. En el año 2002 escribe su primera novela histórica La luna sobre la Sabika (Entrelíneas Editores, Madrid) que tiene muy buena aceptación entre los granadinos y en la que combina el género histórico con el didáctico.

Un año después publica en esta misma editorial Mayrit entre dos murallas, novela que le deja un triste recuerdo al terminar de escribirse meses antes de los atentados de Atocha en los que fallece un primo suyo, José María García Sánchez.
Decide entonces volver a centrarse en su temática granadina y publica en 2006 Sueños del Albayzin (Rocaeditorial, Barcelona) que la consagra como novelista, siendo esta novela, a pesar de los años, una de las más reclamadas de la autora en la ciudad de Granada.
Al mismo tiempo intercala artículos periodísticos en diferentes revistas como El legado andalusí, Una ciudad mediterránea o Garnata.
En 2010 comienza su relación con la revista Entreríos de Granada, siendo parte del consejo de redacción y llegando a coordinar en 2011 el monográfico Los que cuentan, dedicado al cuento, en donde participaron autores de reconocido prestigio en el género como Cristina Fernández Cubas, Medardo Fraile, José María Merino o Ángel Olgoso, entre un buen elenco.

Su relación con las responsables de Entreríos, Mariluz Escribano y Remedios Sánchez, continúa dentro del proyecto de la creación de la editorial Zumaya, en donde publica una reedición reformada y actualizada de La luna sobre la Sabika, considerada una novela de fondo de librería por su temática didáctica sobre la vida cotidiana en al-Ándalus.
En ese mismo año, 2010, publica Guardianes de la Alhambra, hasta ahora su novela más destacada y la que le ha dado mayores satisfacciones. Con ella viajó a Holanda, invitada por el Instituto Cervantes para hablar del legado de al-Ándalus.
El personaje de esta novela, Manuel Cid, inicia una saga granadina que a través de su hijo, Maximiliano, enlazará todo el siglo XIX en Granada y la destrucción de su patrimonio histórico. La continuación de esta novela, Noches en Bib-Rambla, denuncia el desmantelamiento de la famosa Puerta de las Orejas, monumento señero de la ciudad y que ahora permanece rehabilitado en pleno bosque de la Alhambra.
En el ámbito periodístico, coordina por esas fechas y durante varios años, una sección en el diario digital El Heraldo del Henares de Guadalajara dedicada al género breve titulada Érase un cuento, por la que pasan los más destacados cuentistas del país y que inauguró Medardo Fraile con quien mantiene una grata amistad y finalmente, cuando fallece, dedica varios cuentos y actividades.

En 2013 y tras finalizar la relación con este periódico decide dedicarse por entero a la novela histórica, lo que no le impedirá coordinar una macro-antología de cuentos de carácter benéfico titulada Cuentos engranados junto al autor y también periodista granadino Jesús Cano. Esta antología, publicada en la primera editorial digital granadina, Transbooks, cuenta con la participaron de más de cincuenta autores.
En este año inicia colaboración con el autor de novela histórica Blas Malo, que le propone coordinar las Primeras Jornadas de Novela Histórica de Granada. Al dúo se añade la escritora Ana Morilla y entre los tres consiguen un sorprenden éxito en la ciudad. Tal es así que un año después, con Ana Morilla sustituida por el escritor Mario Villén, forman la Asociación Jornadas de Novela Histórica de Granada sin ánimo de lucro. Realizaron seis jornadas, varias rutas literarias y diversos actos culturales. A dichas jornadas se unieron dos asistentes más, Noelia Ibáñez y Sara Esturillo, que también coordinaron los actos.
En 2013 publica Iliberri, sobre la Granada romana y meses después El falsificador de la alcazaba.
En 2015 participa en el libro colectivo de relatos Retales del pasado que coordinan Teo Palacios y Sebastián Roa con un carácter benéfico y participativo de todos los autores.
En 2016 dirigirá las Primeras Jornadas Madrileñas de Novela Histórica , iniciando una incursión en la historia de Madrid, su ciudad natal.
También reeditó su antiguo libro sobre Mayrit y su etapa morisca, que se titula Madrid, entre dos murallas y que publica Ediciones Áltera.
En esos meses, y con motivo del centenario de Cervantes, dio a conocer un libro conmemorativo de relatos que ha coordinado junto a Ana Morilla titulado Cervantes tiene quien le escriba (Ed. Traspiés) una antología de veinte autores dedicados a la novela histórica a nivel nacional. 
También publica Carolus, ambientada entre Madrid y Granada en la época de Carlos III en donde describe los cambios que sufrió Madrid en el siglo XVIII en un tono desenfadado y poco habitual en la novela histórica.
En 2017 crea dos asociaciones, Papel Bermejo en Granada junto a los escritores Ana Morilla y Mario Villén y en Madrid la Asociación Verdeviento con Olalla García, Eduardo Valero, Víctor Fernández Correas y David Yagüe. Desde esta asociación madrileña comienza su relación con las actividades del Club de Lectura de la Regional (Biblioteca Regional de Madrid) y la realización de las Jornadas Madrileñas de Novela Histórica .
También colabora a través de la asociación Papel Bermejo en el proyecto "La novela histórica como recurso didáctico" que realiza el Departamento de Didáctica de la Historia de la Universidad de Granada.
El último romántico, continuación de Guardianes de la Alhambra y Noches en Bib-Rambla es su última novela, editada por Ediciones Sánchez (Granada).
Su primera incursión en la literatura juvenil fue con Voces de la Historia (en Granada) escrita junto a Ana Morilla y con ilustraciones de Sabina Morante.
En 2020, con motivo del centenario del fallecimiento de Benito Pérez Galdós imparte conferencias y publica Los ojos de Galdós con la editorial Edhasa. Su especial interés en este autor ha hecho dedicarse a su obra varios años y preparar los Encuentros Galdosianos desde su asociación madrileña Verdeviento.
Además ha ampliado su línea de investigación hacia la historia de Madrid, su ciudad natal (producto de ello es la dirección de las Jornadas Madrileñas de Novela Histórica) y la investigación en la historia de las mujeres, sus oficios y presencialidad en la sociedad de su tiempo. En 2024 comienza a dirigir el Festival Letrahistórica de Granada junto a los escritores Mario Villén, Antonio Callejón y el estudiante de Filología Antonio Fernández.
En esa fecha la editorial granadina Baker Street reedita sus libros Guardianes de la Alhambra y Noches en Bib-Rambla, reclamados durante años por sus lectores, llegando el primero a la tercera edición. 
En 2025 comienza su relación con la editorial Almuzara con la que publica dos libros, esta vez de ensayo divulgativo. Guerreras, españolas que empuñaron las armas en coautoría con las escritoras María Pilar Queralt del Hierro y Ana Morilla, una reflexión de la mujer en el mundo de la guerra con veintitrés capítulos biográficos dedicados a diferentes mujeres: aguadoras, soldados, fotoperiodistas, enfermeras, todas ellas españolas y que desmitifican el concepto de ángel del hogar siempre asociado a las féminas. En ese mismo año sale su primer ensayo dedicado a su ciudad de adopción: Guía de curiosidades de la Alhambra, una recopilación de todas las curiosidades y anecdotarios a los que accedió al documentarse para sus novelas y que desvela los misterios del monumento más visitado de España.
Próximamente saldrá publicada su última novela, titulada Los Ángeles insurrectos.

## Obras literarias

### Novelas

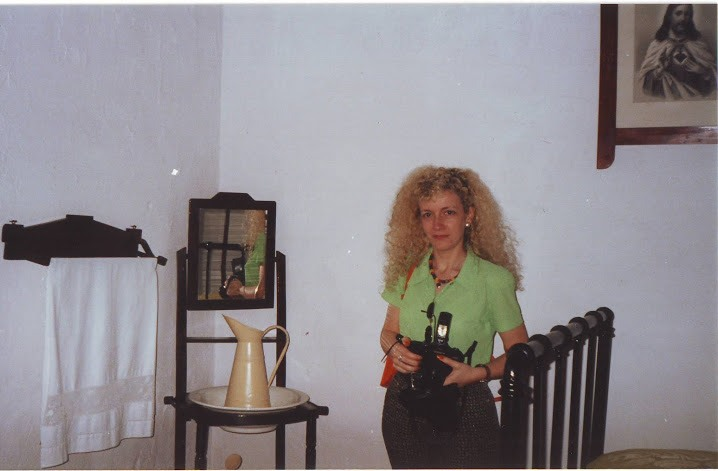
En la casa de Federico García Lorca en Valderrubio. Centenario del poeta, 1998

- La luna sobre la Sabika (Entrelíneas Editores, Madrid, 2003)
- Mayrit entre dos murallas (Entrelíneas Editores, Madrid, 2004)
- Sueños del Albayzin (Rocaeditorial, Barcelona, 2006)
- Guardianes de la Alhambra (Rocaeditorial, Barcelona, 2010)
- La luna sobre la Sabika (Zumaya, Granada, 2010)
- Noches en Bib-Rambla (Rocaeditorial, Barcelona, 2012)
- Iliberri, que te sea leve la tierra (Diacahs, Granada, 2013)
- El falsificador de la alcazaba (Editorial Nazarí, Granada, 2014)
- Madrid, entre dos murallas (Ediciones Áltera, Madrid, 2016)
- "Carolus" (Ediciones B, Madrid, 2017)
- "El último romántico" (Ediciones Miguel Sánchez, Granada, 2018)
- "Los ojos de Galdós" (Editorial Edhasa, Barcelona, 2019)
- "Guardianes de la Alhambra" Reedición. (Editorial Baker Street, Granada, 2023)
- "Noches en Bib-Rambla", Reedición. (Editorial Baker Street, Granada, 2024)

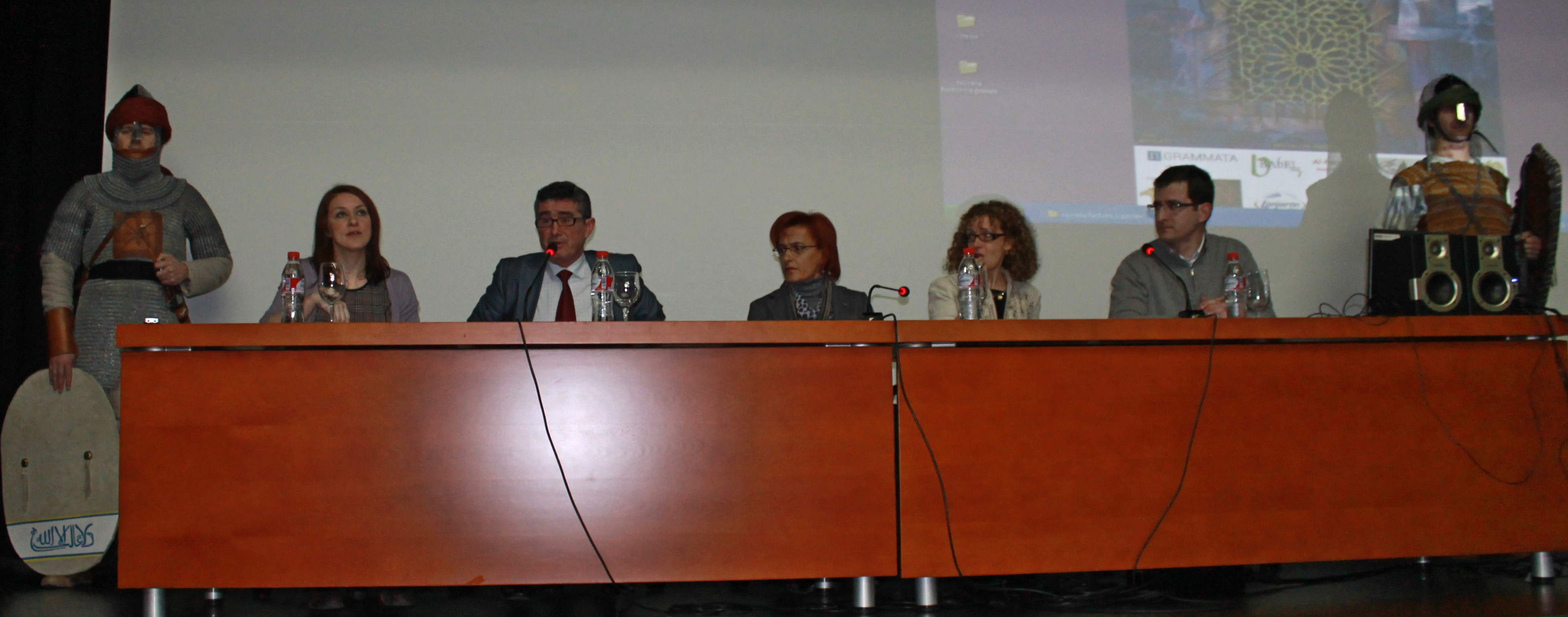
I Jornadas de Novela Histórica de Granada. Foto de Sebastián Roa

### Cuentos y ensayos
- Cuentos de la mañana (Itálica Ediciones, Sevilla, 1996)
- Cuentos para la hora del té (Itálica Ediciones, Sevilla, 1998)
- Los que cuentan (coordinación y participación) (Revista EntreRíos, Granada, 2010)
- El cuarto oscuro (participación) (Asociación Muchocuento. Córdoba. 2010)
- Cuentos para el vino (participación) (Cylea Ediciones, Segovia, 2013)
- Cuentos engranados (coordinación junto a Jesús Cano y participación) (Transbooks, Granada, 2013)
- Pequeñas historias (coordinación y participación) (Editorial Seleer, Málaga, 2014
- Retales del pasado (participación) (Ediciones Pamies, Madrid, 2015)
- Dolor tan fiero (participación) (Editorial Port Royal, Granada, 2015)
- Cervantes tiene quien le escriba (coordinación junto a Ana Morilla y participación) (Editorial Traspiés, Granada, 2016).
- Voces de la Historia (en Granada) (coescrita junto a Ana Morilla e ilustraciones de Sabina Morante) (Ediciones Miguel Sánchez, Granada, 2019)
- Guerreras, españolas que empuñaron las armas. (coescrita junto a Ana Morilla y María Pilar del Hierro) (Editorial Almuzara, Córdoba, 2025)
- Guía de curiosidades de la Alhambra.(Editorial Almuzara, Córdoba, 2025)

- Datos: Q25413642